# ヘリテージ (バラ)

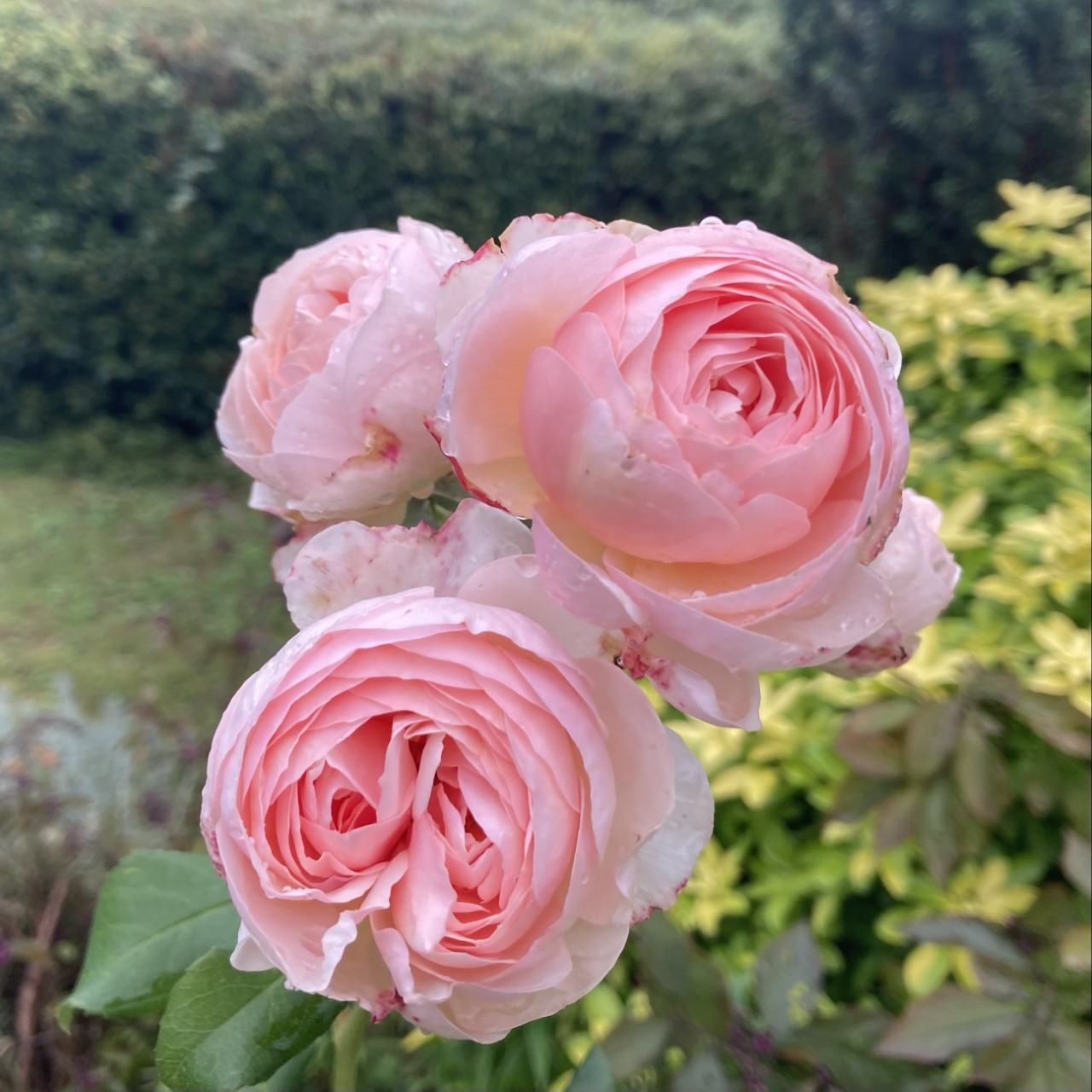
ヘリテージ

ヘリテージは、バラの園芸品種の1つ。1984年にイギリスで、デービッド・C.H.オースチンによって作出された。
イングリッシュローズの初期の秀作である。
イングリッシュローズの四季咲き・シュラブのバラ。交配種は、(実生×(アイスバーグ×ワイフ・オブ・バス))。樹高は1.0-1.2mになる。淡いピンク色のカップ咲き・中輪の花を咲かせる。咲き進むとカップ咲きからロゼット咲きになる。花色は中心に行くほどピンク色が濃くなる。外弁の色はほぼ白。花径は6-8cmの中輪、房咲きになって上を向いて咲く。花付きがよいが、花保ちはやや悪い。強香種で、花はフルーツの甘い香りがする。樹勢、耐病性共に普通。強健種だが、環境によっては春の開花前にうどん粉病が発生する。耐寒性・耐暑性はよい。枝の棘は少ない。また、枝も短くしなやか。枝変わりに「ローズマリー」がある。ローズマリーは、花の色が白色であることを除けばヘリテージと性質はほぼ同じである。